# Nowa Sucha (powiat sochaczewski)
Nowa Sucha – wieś w Polsce położona w województwie mazowieckim, w powiecie sochaczewskim, w gminie Nowa Sucha. Ma status sołectwa.
Miejscowość jest siedzibą gminy Nowa Sucha.
W latach 1975–1998 miejscowość należała administracyjnie do województwa skierniewickiego.
Przez miejscowość przepływa niewielka rzeka Sucha, dopływ Bzury.
We wsi jest szkoła podstawowa im. Jakuba Kopacza.